# Đông Quang, Tiền Hải
Đông Quang là một xã thuộc huyện Tiền Hải, tỉnh Thái Bình, Việt Nam.

## Địa lý
Xã Đông Quang có diện tích 15,67 km², dân số năm 2022 là 16.880 người, mật độ dân số đạt 1.077 người/km².

## Lịch sử
Ngày 28 tháng 9 năm 2024, Ủy ban Thường vụ Quốc hội ban hành Nghị quyết số 1201/NQ-UBTVQH15 về việc sắp xếp đơn vị hành chính cấp xã giai đoạn 2023 – 2025 của tỉnh Thái Bình (nghị quyết có hiệu lực từ ngày 1 tháng 11 năm 2024). Theo đó, thành lập xã Đông Quang trên cơ sở toàn bộ 4,35 km² diện tích tự nhiên, quy mô dân số là 5.233 người của xã Đông Trung, toàn bộ 5,28 km² diện tích tự nhiên, quy mô dân số là 5.403 người của xã Đông Quý và toàn bộ 6,04 km² diện tích tự nhiên, quy mô dân số là 6.244 người của xã Đông Phong.
Xã Đông Quang có 15,67 km² diện tích tự nhiên và quy mô dân số là 16.880 người.